# Freccia del Brabante 1962
La Freccia del Brabante 1962, seconda edizione della corsa, si svolse il 5 aprile su un percorso di 185 km, con partenza ed arrivo a Bruxelles. Fu vinta dal belga Ludo Janssens della squadra Solo-Van Steenbergen davanti ai connazionali Robert De Middeleir e Raymond Impanis.

## Ordine d'arrivo (Top 10)
| Pos. | Corridore           | Squadra                  | Tempo    |
| ---- | ------------------- | ------------------------ | -------- |
| 1    | Ludo Janssens       | Solo-Van Steenbergen     | 5h22'00" |
| 2    | Robert De Middeleir | Wiel's-Groene Leeuw      | s.t.     |
| 3    | Raymond Impanis     | Flandria-Faema           | a 3"     |
| 4    | Emile Daems         | Philco                   | a 1'48"  |
| 5    | Dieter Puschel      | Wiel's-Groene Leeuw      | a 4'20"  |
| 6    | Hans Junkermann     | Wiel's-Groene Leeuw      | a 5'55"  |
| 7    | Etienne Vercauteren | Libertas                 | a 8'10"  |
| 8    | José Thumas         | Pelforth-Sauvage-Lejeune | s.t.     |
| 9    | André Bar           | Peugeot-BP-Dunlop        | s.t.     |
| 10   | Benoni Beheyt       | Wiel's-Groene Leeuw      | a 8'30"  |